# Estrella de 5/16 pulgadas
Una estrella de 5⁄16 pulgadas (5/16 de pulgada (7,9 mm)) es un distintivo metálico en miniatura usado por los miembros de los siete servicios uniformados de Estados Unidos sobre las medallas y cintas entregadas por el Departamento de la Armada, Guardia Costera, Servicio de Salud Pública y la Administración Nacional Oceánica y Atmosférica para denotar condecoraciones y medallas subsecuentes. Estas tienen una apariencia dorada o plateada, con una altura de 5⁄16 pulgadas (5/16 de pulgada (7,9 mm)). Cada estrella de oro representa una adjudicación adicional, mientras que se utiliza una estrella de plata para reemplazar cinco estrellas doradas.
La estrella de plata de 5⁄16 pulgadas puede ser confundida con la medalla Estrella de Plata, que es una condecoración individual por valentía en combate.

## Uso y ejemplos
Las estrella de 5⁄16 pulgadas son usadas con una punta orientada hacia arriba. Hasta cinco estrellas doradas o plateadas pueden ser puestas sobre una cinta de servicio de una condecoración o galardón. No hay grados más altos de estrellas de 5⁄16 pulgadas después de cinco estrellas plateadas de 5⁄16 pulgadas. En las miniaturas de las medallas, se usa una estrella especial de 1⁄8 pulgadas (1/8 de pulgada (3,18 mm)) sobre la cinta de suspensión de la medalla en lugar de una estrella de 5⁄16 pulgadas. Si la cantidad de estrellas de 5⁄16 pulgadas autorizadas excede las cinco, entonces se procede autorizar el uso de una segunda cinta que es puesta a continuación de la primera cinta. La segunda cinta se cuenta como una adjudicación adicional, después de la cual se pueden agregar más estrellas a la segunda cinta. Si futuras adjudicaciones reducen la cantidad de estrellas usadas en la primera cinta debido al reemplazo de las estrellas doradas de 5⁄16 pulgadas por una estrella plateada de 5⁄16 pulgadas, la segunda cinta es removida y la cantidad apropiada de distintivos es colocada en la primera cinta. La secuencia de estrellas doradas y plateadas de 5⁄16 pulgadas desde la primera hasta la vigésima sexta adjudicación para una Medalla por Logro de la Armada y del Cuerpo de Infantería de Marina sería como sigue:
| Primera adjudicación          |                                                                                           |
| Segunda adjudicación          | Gold star                                                                                 |
| Tercera adjudicación          | Gold star · Gold star                                                                     |
| Cuarta adjudicación           | Gold star · Gold star · Gold star                                                         |
| Quinta adjudicación           | Gold star · Gold star · Gold star · Gold star                                             |
| Sexta adjudicación            | Silver star                                                                               |
| Séptima adjudicación          | Silver star · Gold star                                                                   |
| Octava adjudicación           | Silver star · Gold star · Gold star                                                       |
| Novena adjudicación           | Silver star · Gold star · Gold star · Gold star                                           |
| Décima adjudicación           | Silver star · Gold star · Gold star · Gold star · Gold star                               |
| Decimoprimera adjudicación    | Silver star · Silver star                                                                 |
| Decimosegunda adjudicación    | Silver star · Silver star · Gold star                                                     |
| Decimotercera adjudicación    | Silver star · Silver star · Gold star · Gold star                                         |
| Décima cuarta adjudicación    | Silver star · Silver star · Gold star · Gold star · Gold star                             |
| Decimoquinta adjudicación     | Silver star · Silver star · Gold star · Gold star · Gold star                             |
| Décima sexta adjudicación     | Silver star · Silver star · Silver star                                                   |
| Décima séptima adjudicación   | Silver star · Silver star · Silver star · Gold star                                       |
| Décima octava adjudicación    | Silver star · Silver star · Silver star · Gold star · Gold star                           |
| Décima novena adjudicación    | Silver star · Silver star · Silver star · Gold star · Gold star                           |
| Vigésima adjudicación         | Silver star · Silver star · Silver star · Gold star · Gold star · Gold star               |
| Vigésima primera adjudicación | Silver star · Silver star · Silver star · Silver star                                     |
| Vigésima segunda adjudicación | Silver star · Silver star · Silver star · Silver star · Gold star                         |
| Vigésima tercera adjudicación | Silver star · Silver star · Silver star · Silver star · Gold star                         |
| Vigésima cuarta adjudicación  | Silver star · Silver star · Silver star · Silver star · Gold star · Gold star             |
| Vigésima quinta adjudicación  | Silver star · Silver star · Silver star · Silver star · Gold star · Gold star · Gold star |
| Vigésima sexta adjudicación   | Silver star · Silver star · Silver star · Silver star · Silver star                       |

## Condecoraciones y galardones
Cuando son autorizadas, las estrellas de 5⁄16 pulgadas pueden ser llevadas sobre la condecoraciones y galardones de la Armada, la Guardia Costera, el Servicio de Salud Pública y la Administración Nacional Oceánica y Atmosférica entregadas a los miembros del servicio de las siguientes siete servicios uniformados: el Ejército, la Armada, la Fuerza Aérea, el Cuerpo de Marines, el Servicio de Salud Pública y la Administración Nacional Oceánica y Atmosférica.
| Personal de la Armada y del Cuerpo de Infantería de Marina                                | Personal de la Guardia Costera                                                            | Personal del Servicio de Salud Pública | Personal de la Administración Nacional Oceánica y Atmosférica | Personal del Ejército y la Fuerza Aérea                                                   |
| ----------------------------------------------------------------------------------------- | ----------------------------------------------------------------------------------------- | --- | --- | ----------------------------------------------------------------------------------------- |
| Cruz de la Armada                                                                         | Cruz de la Armada                                                                         | Cruz de la Armada | Cruz de la Armada | Cruz de la Armada                                                                         |
|                                                                                           |                                                                                           | | Medalla de Oro por Comercio |                                                                                           |
| Medalla por Servicio Distinguido de la Armada o la Guardia Costera                        | Medalla por Servicio Distinguido de la Armada o de la Guardia Costera                     | Medalla por Servicio Distinguido de la Armada, la Guardia Costera o el Servicio de Salud Pública                                                                                | Medalla por Servicio Distinguido de la Armada, Guardia Costera o Servicio de Salud Pública                                                                                        | Medalla por Servicio Distinguido de la Armada o la Guardia Costera                        |
| Estrella de Plata                                                                         | Estrella de Plata                                                                         | Estrella de Plata | Estrella de Plata |                                                                                           |
|                                                                                           |                                                                                           | | Medalla de Plata por Comercio |                                                                                           |
| Legión al Mérito                                                                          | Legión al Mérito                                                                          | Legión al Mérito | Legión al Mérito |                                                                                           |
| Cruz de Vuelo Distinguido                                                                 | Cruz de Vuelo Distinguido                                                                 | Cruz de Vuelo Distinguido | Cruz de Vuelo Distinguido |                                                                                           |
| Medalla de la Armada y el Cuerpo de Infantería de Marina y Medalla de la Guardia Costera  | Medalla de la Armada y el Cuerpo de Infantería de Marina, y Medalla de la Guardia Costera | Medalla de la Armada y el Cuerpo de Infantería de Marina, y Medalla de la Guardia Costera                                                                                       | Medalla de la Armada y el Cuerpo de Infantería de Marina, y Medalla de la Guardia Costera                                                                                         | Medalla de la Armada y el Cuerpo de Infantería de Marina, y Medalla de la Guardia Costera |
| Estrella de Bronce                                                                        | Estrella de Bronce                                                                        | Estrella de Bronce | Estrella de Bronce |                                                                                           |
| Corazón Púrpura                                                                           | Corazón Púrpura                                                                           | Corazón Púrpura | Corazón Púrpura |                                                                                           |
|                                                                                           |                                                                                           | | Medalla de Bronce por Comercio |                                                                                           |
| Medalla por Servicio Meritorio de la Armada o la Guardia Costera                          | Medalla por Servicio Meritorio de la Armada o la Guardia Costera                          | Medalla por Servicio Meritorio de la Armada, Guardia Costera o el Servicio de Salud Pública, el Galardón del Administrador de la Administración Nacional Oceánica y Atmosférica | Medalla por Servicio Meritorio de la Armada, Guardia Costera o el Servicio de Salud Pública, o el Galardón del Administrador de la Administración Nacional Oceánica y Atmosférica | Medalla por Servicio Meritorio de la Armada o la Guardia Costera                          |
|                                                                                           |                                                                                           | Medalla por Servicio Ejemplar del Cirujano General | Medalla por Servicio Ejemplar del Cirujano General |                                                                                           |
|                                                                                           |                                                                                           | Medalla por Servicio Extraordinario del Servicio de Salud Pública | Medalla por Servicio Extraordinario del Servicio de Salud Pública |                                                                                           |
| Medalla de Mención de la Armada y el Cuerpo de Infantería de Marina, y la Guardia Costera | Medalla de Mención de la Armada y el Cuerpo de Infantería de Marina, y la Guardia Costera | Medalla de Mención de la Armada y el Cuerpo de Infantería de Marina, Guardia Costera, Servicio de Salud Pública y la Administración Nacional Oceánica y Atmosférica             | Medalla de Mención de la Armada y el Cuerpo de Infantería de Marina, Guardia Costera, Servicio de Salud Pública y la Administración Nacional Oceánica y Atmosférica               | Medalla de Mención de la Armada y el Cuerpo de Infantería de Marina, y la Guardia Costera |
| Medalla por Logros de la Armada y el Cuerpo de Infantería de Marina, y la Guardia Costera | Medalla por Logros de la Armada y el Cuerpo de Infantería de Marina, y la Guardia Costera | Medalla por Logros de la Armada y el Cuerpo de Infantería de Marina, Guardia Costera, Servicio de Salud Pública y la Administración Nacional Oceánica y Atmosférica             | Medalla por Logros de la Armada y el Cuerpo de Infantería de Marina, Guardia Costera, Servicio de Salud Pública y la Administración Nacional Oceánica y Atmosférica               | Medalla por Logros de la Armada y el Cuerpo de Infantería de Marina, y la Guardia Costera |
| Cinta por Acción de Combate                                                               | Cinta por Acción de Combate                                                               | Cinta por Acción de Combate | Cinta por Acción de Combate |                                                                                           |
|                                                                                           |                                                                                           | Cinta por Citación del Servicio de Salud Pública y del Director de la Administración Nacional Oceánica y Atmosférica                                                            | Cinta por Citación del Servicio de Salud Pública y del Director de la Administración Nacional Oceánica y Atmosférica                                                              |                                                                                           |

Excepto por los galardones indicados anteriormente, el Ejército y la Fuerza Aérea usan hojas de roble para indicar adjudicaciones subsecuentes. Las hojas de roble en bronce son equivalentes a las estrellas doradas de 5⁄16 pulgadas, mientras que las hojas de roble plateadas son equivalentes a las estrellas plateadas de 5⁄16 pulgadas.